# الجيش الأوروبي
الجيش الأوروبي أو جيش الاتحاد الأوروبي عبارة عن مصطلحات لجيش افتراضي من الاتحاد الأوروبي يحل محل سياسة الأمن والدفاع المشتركة ويتجاوز اتحاد الدفاع الأوروبي المقترح. حاليا، لا يوجد مثل هذا الجيش، والدفاع مسألة تخص الدول الأعضاء.

## خلفية
نوقشت فكرة إنشاء جيش أوروبي لأول مرة في عام 1950. تم اقتراحه من قبل فرنسا وكان سيتألف من الدول «الستة الداخلية» (بلجيكا وفرنسا وإيطاليا ولوكسمبورغ وهولندا وألمانيا الغربية)، من أجل تعزيز الدفاع ضد التهديد السوفيتي دون إعادة تسليح ألمانيا مباشرة في أعقاب الحرب العالمية الثانية. في عام 1952 تم التوقيع على المعاهدة المؤسسة لمجموعة الدفاع الأوروبية ولكن لم يتم التصديق عليها من قبل الموقعين.
ومع ذلك، خلال الحرب الباردة، اعتمدت أوروبا الغربية على الناتو للدفاع، مما حال دون تطوير التعاون الأوروبي. مباشرة بعد "سقوط الشيوعية"، انشغل جهاز الدفاع بتوسع الناتو في الكتلة السوفيتية السابقة. اكتسبت فكرة إنشاء جيش أوروبي شعبية بعد هجمات 11 سبتمبر ومشاركة الناتو في صراعات خارج أوروبا. في ظاهرة أطلق عليها اسم تنويع الأمن الأوروبي، أصبح الناتو مسؤولاً عن التهديدات «الصعبة» بينما اضطلع الاتحاد الأوروبي بدور أكبر في التهديدات «الناعمة»، بما في ذلك حفظ السلام في غرب البلقان. كما عززت معاهدة لشبونة لعام 2007 التكامل الدفاعي داخل الاتحاد الأوروبي. وقد أدى ذلك إلى دعم اتحاد الدفاع الأوروبي، والذي سيكون خطوة أعلى في التعاون من سياسة الأمن والدفاع المشتركة الحالية.
في عام 2019، قامت ألمانيا وهولندا بتنشيط كتيبة دبابات 414، وهي الأولى التي تضم جنودا من دولتين من دول الاتحاد الأوروبي. تم إنشاء الكتيبة لأن ألمانيا لم يكن لديها عدد كافٍ من الجنود، بينما كانت هولندا تفتقر إلى قدرة الدبابات. وقد وصف ذلك بأنه خطوة نحو جيش أوروبي. كان اللواء الفرنسي الألماني في الألزاس أقل نجاحًا بسبب الاختلافات اللغوية والثقافية الكبيرة.
بموجب الترتيب الحالي، لا يوجد جيش للاتحاد الأوروبي والدفاع منوط للدول الأعضاء.

## مميزات
مصطلح «الجيش الأوروبي» غامض وليس واضحا تماما ماذا سيترتب عليه. زيادة التكامل ستجعل الأمن أكثر كفاءة وأقل تكلفة بالنسبة للدول الأعضاء.

## الدعم والمعارضة
أعرب الرئيس الفرنسي إيمانويل ماكرون والمستشارة الألمانية أنجيلا ميركل عن دعمهما لجيش أوروبي مشترك. أيد ماكرون الفكرة في عام 2018، بعد انسحاب الولايات المتحدة من معاهدة القوات النووية متوسطة المدى وفي ضوء شكوك الرئيس الأمريكي دونالد ترامب في التعاون الأطلسي. ومن بين السياسيين الأوروبيين الآخرين الذين أعربوا عن دعمهم رئيس الوزراء الفرنسي السابق آلان جوبيه (في عام 1996)،  رئيس الوزراء الإيطالي السابق سيلفيو برلسكوني، ورئيس المفوضية الأوروبية جان كلود يونكر، ورئيس الوزراء التشيكيين السابقين ميلوش زيمان وبوهوسلاف سوبوتكا، ورئيس الوزراء المجري فيكتور أوربان. الجيش الأوروبي مدرج في البرنامج الرسمي لحزب الشعب الأوروبي.
تؤيد نائبة رئيس الوزراء الهولندي كاجسا أولونغرن الفكرة بينما يعارضها وزير الدفاع أنك بيليفيلد. دونالد ترامب، الذي انتقد تأييد ماكرون ووصفه بأنه «إهانة»، وانتقد نايجل فاراج المقترحات لإنشاء جيش أوروبي. كما يعارضها السياسيون المتشككون في الاتحاد الأوروبي، مثل ريزارد ليجوتكو. وُصف الناتو بأنه «أكبر عقبة» أمام جيش أوروبي. وفقًا لمسؤولي حلف شمال الأطلسي، فقد عمل الحلف على تثبيط القدرات الدفاعية الأوروبية المستقلة، كمحاولة لتجنب الازدواجية وكتأثير أخلاقي من الإعانات الدفاعية الأمريكية مما أدى إلى تقليل الإنفاق العسكري من قبل الدول الأوروبية. كما أعرب سفير الولايات المتحدة لدى الناتو عن معارضته لأي نزعة حمائية أوروبية في تطوير صناعة الدفاع الخاصة بها. قال الأمين العام لحلف الناتو، ينس ستولتنبرغ، إن الاتحاد الأوروبي لا يمكنه الدفاع عن نفسه بدون الناتو ويجب ألا يحاول تشكيل جيش أوروبي.
وجد استطلاع عام 2019 أن 37٪ من المواطنين الهولنديين «يوافقون على فكرة الجيش الأوروبي» بينما يعارض 30٪ تشكيل جيش من جميع أعضاء الاتحاد الأوروبي.
| البلد           | الدعم | المعارضة | دون رأي | التغير | التغير منذ 2021 |
| --------------- | ----- | -------- | ------- | ------ | --------------- |
| بولندا          | 57    | 21       | 22      | +36    | 3%              |
| رومانيا         | 51    | 23       | 26      | +28    | 4%              |
| المجر           | 50    | 29       | 21      | +21    | ▼5%             |
| ليتوانيا        | 62    | 22       | 16      | +40    | 5%              |
| فنلندا          | 53    | 21       | 25      | +32    | 8%              |
| السويد          | 48    | 27       | 25      | +21    | 9%              |
| الدنمارك        | 41    | 39       | 20      | +2     | 5%              |
| إسبانيا         | 64    | 21       | 15      | +43    | 7%              |
| اليونان         | 55    | 27       | 17      | +28    | ▼8%             |
| إيطاليا         | 50    | 30       | 20      | +20    | 0%              |
| هولندا          | 61    | 23       | 17      | +38    | ▲9%             |
| ألمانيا         | 58    | 27       | 15      | +31    | 4%              |
| فرنسا           | 55    | 24       | 21      | +31    | 3%              |
| المملكة المتحدة | 34    | 35       | 30      | –1     | 10%             |
| كرواتيا         | 49    | 23       | 28      | +26    | —               |
| سلوفاكيا        | 44    | 37       | 19      | +7     | —               |
| بلغاريا         | 39    | 33       | 28      | +6     | —               |